# Yosano
Yosano (与謝野町 Yosano-chō?) este un oraș aflat în Japonia, în districtul Yosa al prefecturii Kyoto, .

## Istoria
Orașul a fost format la 1 martie 2006 din fuziunea orașelor Kaya, Iwataki și Nodagawa, toate din Districtul Yosa.

## Geografia
La formarea sa, orașul avea o populație estimată la 24.179 locuitori. Suprafața sa este de 107,04 km².
Orașul are două stații de tren, Nodagawa în zona Nodagawa și Iwatakiguchi în zona Iwataki. Sunt două râuri care curg prin oraș, un râu, Nodagawa curge prin cea mai mare parte a orașului de la sud la nord și se varsă în Golful Miyazu, iar celălalt râu se numește Amanohashidate.
Orașul face parte din programul JET Programme și are în prezent patru vorbitori nativi de limba engleză care lucrează în școlile orașului.
Orașele învecinate includ Miyazu și Maizuru la est, Omiya și Mineyama la nord. Cele mai apropiate orașe sunt Fukuchiyama la sud și Toyooka la vest, ambele la aproximativ 1 oră de mers cu mașina. Orașul este situat la aproximativ 2 ore și jumătate nord de Kyoto, Osaka, Kobe și Himeji.